# F.E.A.R. (비디오 게임)
《F.E.A.R.》(피어, First Encounter Assault Recon)는 모노리스 프로덕션이 개발한 1인칭 슈팅 게임으로, 2005년 10월 18일 마이크로소프트 윈도우로 발매되었다. 일본 공포영화의 영향을 여기저기에서 볼 수 있는 드문 타입의 스토리와 연출이 특징이다. 후에 플레이스테이션 3와 엑스박스 360 버전이 미국에서 발매되었고 일본에서는 플레이 스테이션 3으로 발매 예정이었지만 중단되었다. 멀티플레이 전용 버전인 《F.E.A.R Combat》은 무료로 배포되고 있다.
대한민국에서는 여러 가지 심의 문제로 인해 한글판으로 정식 발매되지는 못했지만, 현재 팬사이트를 통하여 한글 패치가 배포되고 있으며, 《F.E.A.R.》를 바탕으로 대한민국의 온라인 게임인 《콜드 컨플릭트》가 개발될 예정이였으나 무산되었다. 2009년 2월말 《F.E.A.R. 2 : Project Origin》이 대한민국에 인플레이 인터렉티브에 의해 정발이 확정되었으나 한글화는 되지 않았고 PC판 기반으로 유저 한글 패치가 배포되었다. 그리고 F.E.A.R.3는 한글화가 되었다.
현재 제작 중인 속편의 경우, 발매원 측이 《F.E.A.R.》라는 이름의 사용권 등을 변경함으로써 더 이상 사용할 수 없게 되어, 그 대신 팬 투표에 의해서 결정된 《Project Origin》이라는 제목으로 2008년 10월 초에 발매할 예정이었다. 하지만 현재 그 권리를 도로 회수하여 《F.E.A.R. 2 : Project Origin》으로 제목이 변경되었으며, 발매일도 2009년 2월 10일로 연기되었다.(대한민국에서는 2월 말에 정식 발매)

## 개요
본작 최대의 특징은 호러계 게임치고는 몬스터계의 적은 소수로 등장하고, 대부분 「인간 대 인간」의 총격전이 차지하고 있는 점이다. 본작이 발매된 2005년 당시는 다수의 대작 FPS 게임이 발매되고 있지만, 그중에서도 그래픽의 아름다움은 톱 클래스라는 평가를 받았다. 또한 적 AI의 완성도도 발매 당시의 FPS 게임 가운데 특히 높다고 평가되어, 게임 스파이의 Top Ten Game Award나, IGN.COM의 Best First Person Shooter 등 다수의 상을 수상하였다.
기본적으로 적과의 총격전에서는 1대 다수의 불리한 전투를 강요당하는 경우가 많은데, 적의 목적도 꽤 정확한 편이고, 다수가 포위하여 오거나 타이밍을 맞춰 협공하여 오는 등 다양한 공격 패턴을 보여줌으로써, 대개 게임을 플레이하면서 난이도가 꽤 높다고 느끼기 쉽다. 이러한 점을 보완하기 위해서 주인공은 '슬로 모션'을 특수능력으로 갖고 있다. 이것은 시간을 늦춤과 동시에 주인공의 반사 신경을 극한으로 끌어올림으로써, 보다 효과적으로 다수의 적을 상대할 수 있게 해준다. 이것은 이 게임의 최대의 특징이라고 할 수도 있다.
슬로 모션 발동 중에는 탄약의 재장전이나 이동 속도 등도 함께 늦어지지만, 총구를 움직이는 속도는 보통 때와 다르지 않기 때문에, 매트릭스와 같이 재빠르게 움직여(자신에게는 느리게 보이지만, 적에게는 매우 빠르게 보임) 적을 섬멸할 수 있다. 이 슬로 모션 중에 적을 처치하였을 때에는, 넘어지거나 날아가는 모습이 보다 천천히 나타나기 때문에, 게임을 플레이하면서 마치 영화를 보는 듯한 연출을 감상할 수도 있다.
참고로, 이 슬로 모션은 게이지를 채워주면 몇번이라도 사용할 수 있으며, 게이지는 슬로 모션을 끄게되면 자동적으로 회복된다.
맵은 기본적으로 어슴푸레한 옥내가 대부분을 차지하며, 싱글 플레이에서는 숲이나 계곡같은 자연으로 구성된 맵은 등장하지 않는다.
등장하는 총기는 모두 가공의 화기인데, 그중에는 레이저포 등도 있지만, 총기 밸런스 자체는 스포츠계 FPS보다 리얼계 FPS에 가깝다. 다만 슬라이딩 태클이나 점프 킥 등 육탄전의 살상력이 비정상으로 높은 등, 다소 현실과는 거리가 먼 부분도 지적되고 있다.
사실 《F.E.A.R.》는 본래 싱글 플레이에 중점을 두고 제작되었다고 해도 과언이 아닌데, 때문에 스토리나 연출에 대한 평가는 높은 반면, 네트워크 대전에 대해서는 게임 밸런스나 인원 수, 시스템, 필요한 컴퓨터 스펙등 여러 가지 문제로 인해 다른 작품에 밀려 대전 모드의 인기는 그리 높지 않다. 또한, Mod의 개발 등도 특별히 활발하게 행해지지 않고 있는 점 역시, 그러한 것을 반영하고 있다.

## 일본판/감독판
2005년 12월 2일부터 본작의 일본 더빙판이 라이브도어에서 발매되고 있었지만, 2006년 6월 6일부터 모든 번역·더빙 업무를 취소하고 서포트도 중지해 끝중고에도 불구하고 넷 옥션등으로 프리미어 가격으로 거래되는 만큼 입수 곤란해졌다. 라이브도어사로의 판매·서포트가 중지된 이유로서는 이른바 라이브도어·쇼크가 그 원인이 되어, 기업의 재편성을 피할 수 없게 된 것이지만, 2008년 1월 25일에 이후론티아로부터 염가판으로서 발매되어, 다시 입수가 안이하게 되었다.
이 일본판에서는, 게임중의 자막은 물론, 모든 음성(라디오로부터 흘러 오는 뉴스, 전화의 착신 메시지 등)이 100% 일본말로 더빙 되고 있다. 또, 후술 하는 확장 팩의 일본판 발매의 목표는 현재 서있지 않다. 덧붙여 확장팩을 포함한 일본 외의 국가 버전에 관해서도 개인 수입이나 일본이 아닌 국가의 소프트를 취급하고 있는 게임 숍등에서 입수 가능하다. 니코니코 동화에서는 플레이 동영상도 나온다.
또, 호화판으로 해서 「Director's Edition」라고 하는 패키지도 발매되고 있어 특전 영상으로서 본편 사건의 발단이 되는 실사 무비나 메이킹 비디오, 게임 스타트 직후를 그린 소책자등이 따라 온다.게임 내용은 본편과 동등. 일본에서는 일본어 더빙판의 발매 직전에 이것의 영문판이 라이브도어로부터 발매되고 있었다.

## 확장팩
현재까지 2작의 확장팩이 발매되고 있지만, 둘 모두 Monolith Productions가 제작에 종사하지 않았다. 그 때문에 본편의 직접적인 속편인 F.E.A.R. 2 : Project Origin에서는 이러한 확장판의 스토리를 완전하게 무시될 예정.

## 등장인물
이 게임에 등장하는 인물들을 소개한다.

### F.E.A.R.(First Encounter Assault Recon, 초자연현상 진압대) 팀
F.E.A.R. 팀의 멤버들을 소개한다.
포인트 맨(Point Man)
플레이어가 조작하는 주인공. 비록 빛을 왜곡해 몸을 숨기는 광학 스텔스 시스템이나 벽타기, 천장걷기 같은 우수한 운동신경은 없지만(광학 스텔스 시스템은 치트로 가능) 뛰어난 반사신경을 갖고 있으며 1주일 전에 전입온 F.E.A.R. 팀의 척후병. 위협적인 반사신경 덕분에 소리없는 암살자가 될 수 있고 무지막지한 전투원이 될 수도 있다. 본작에서는 이름, 얼굴등이 일절 밝혀지지 않고 또 입을 열거나 말하는 일이 없다. 특수 능력자의 제작·육성을 목적으로 한 「오리진 계획」에 의해서 만들어진 "최초의 프로토타입", 알마 웨이드의 최초의 아이, 즉 처치 목표물인 팩스톤 페텔의 형이다. 그러나 당사자는 물론, 주위의 F.E.A.R. 대원도 실정은 모르는 것 같다. 또, 어떠한 경위로 F.E.A.R.에 입대했을지도 작중에서는 말해지지 않았다. 극중 묘사로는 신체나이가 페텔보다 젊은 것 같지만 이것은 최근까지 냉동 보존되고 있었기 때문이고 실제나이는 페텔보다 많다. 동생인 페텔처럼 텔레파시 능력은 없지만, 일반 상식을 벗어난 굉장한 반응 시간을 가진다. Extraction Point까지는 포인트 맨으로 등장하고 Perseus Mandate에서는 포인트 맨과는 별개의 주인공으로 나온다.
Perseus Mandate 주인공 (The Sergeant)
F.E.A.R. 팀의 부사관으로 포인트 맨과는 별개인 Perseus Mandate의 주인공. 사태를 중요하게 본 베터스 지휘관이 앨더스 비숍의 사후 직후에 도입한 별동부대에 참가한다. 도중 알마나 페텔에 조우하지만, 특히 페텔에는 「너는 나와 무관한 존재다. 가도 좋다」등으로 촉구받고 있는 일로부터도, 스토리상은 특별히 먹혀든 위치에 있는 인물은 아닌 것 같다. 포인트 맨이나 페텔 등과는 전혀 무관하지만, 왠지 위협적인 반사신경을 가지고 있다. 아마도 포인트 맨을 베이스로 한 복제인간이 아닐까 싶다.
스벤 젠카우스키 (Spen Jankowski)
성우(일본어판) : 미야케 켄타(三宅健太)
F.E.A.R. 팀의 베테랑 대원으로 리드 젠카우스키의 형. 주인공이 배속되기 이전의 포인트 맨(전위)이었다. 신입인 주인공을 아직 충분히 신뢰하고 있지 않으며 대머리에 대해 권진선에 빈정거려진다. 알마의 손에 살해된 것 같지만, 작품 중에 직접 그 묘사는 없다. 또, 살해되었다고 생각되는 다음에는 유령이 되어 주인공의 앞에 나타나게 된다. 그 때문에 스벤 젠카우스키는 모두가 찾았어야 할 인물이다. F.E.A.R. 2 : 프로젝트 오리진에 등장하는 델타포스 대원인 리드 젠카우스키는 스벤의 동생.
권진선
성우(일본어판) : 아사이 하루미(浅井晴美)
F.E.A.R. 팀의 여성 대원. 한국계 미국인으로 체계는 작은 몸집, 냉정한 성격. 부대의 기술 관직이 높으며 현장에서의 구급 의료나 과학 범죄 수사의 책임자다. 본편 최후에는 주인공(포인트 맨)과 함께 살아 남은 얼마 안되는 인물의 한 명으로 영어식 이름은 진 스완(Jin Swan). 대한민국 사람들에게는 그야말로 가뭄의 단비지만, 한국어는 한마디도 없고(차후 F.E.A.R. 2 : Project Origin 한글판이 정발되면 한국어를 할 수 있을지도 모른다) 확장판 Extraction Point에서는 알마의 손에 끔찍하게도 살해되고 만다. Perseus Mandate에는 미등장. 그러나 확장팩인 Extraction Point와 Perseus Mandate의 내용이 무시되는 「F.E.A.R. 2 : Project Origin」에서는 어떻게 될까?(현재 카툰식 트레일러에서 모습을 드러냈지만 등장 여부는 불명)
로디 베터스 (Rowdy Betters)
성우(일본어판) : 모테기 마사루(茂木優)
F.E.A.R. 팀의 미션 코디네이터(지휘관). 그는 항상 현장의 밖에서 지휘를 하고 있기 때문에 등장의 기회는 적다. 고로 일련의 사건에 의해서 생명의 위기에 가장 노출되지 않았다고도 말할 수 있어 F.E.A.R. 본편 시리즈에서는 주인공과 함께 유일한 생존자라고 할 수 있다.
데이비드 레인즈 (David Raynes)
F.E.A.R. 팀의 대원으로 계급은 대위. Perseus Mandate 주인공(부사관)의 부대에서 응원을 위해 출격한다. 부대 내에서도 정리역적인 존재. 일련의 사건의 뒤, 생환해 현장으로부터의 탈출에 성공한다. Perseus Mandate에 등장.
스티브 챈 (Steve Chen)
F.E.A.R. 팀의 대원으로 중위. 중국계 남성. 레인즈 대위나 Perseus Mandate 주인공(부사관)과 함께 작전에 참가한다. 주인공과 함께 목표를 향해서 진공하지만, 도중 알마가 인솔하는 악령에게 먹혀서 죽고 만다. 후에 유령이 되어, 엔딩에서는 부사관과 함께 헬기를 타고 있었다. Perseus Mandate에 등장.

### 델타 포스(Delta Force SFOD-D) 팀
델타 포스 팀의 멤버들을 소개한다. 마이클 베켓은 Project Origin에 등장한다.
더글라스 할러데이 (Douglas Holiday)
성우(일본어판) : 우라타 유우(浦田優)
흑인의 델타 포스 대원. 폭발물의 스페셜리스트로, 자칭 「다른 놈들은 폭탄의 프로지만 나는 마스터」의 솜씨를 가진다. 앨더스 비숍 구출 후, 주인공이나 권진선 등과 함께 무사했지만, 확장판 Extraction Point에서는 알마에게 죽음을 당한다. Perseus Mandate에는 미등장. 그러나 확장팩인 Extraction Point와 Perseus Mandate의 내용이 무시되는 「F.E.A.R. 2 : Project Origin」에서는 어떻게 될까?
마이클 베켓 (Michael Becket)
F.E.A.R. 2 : 프로젝트 오리진에 등장하는 델타 포스 요원. 플레이어가 조작하는 주인공이며 포인트 맨처럼 뛰어난 반사신경을 갖고 있다.

### 핵심 인물
이 이야기의 핵심적인 인물들을 소개한다.
팩스톤 페텔(Paxton Fettel)
성우(일본어판) : 마에카와 타케시(前川健志)
이번 사건의 주모자. 텔레파시 능력에 의해서 병사들과 직접 이야기하는 일 없이 혼자서 대부분대를 지휘할 수 있다. 그는 그 능력을 사용해 레플리카 부대를 조종해, 반란을 일으킨다. 주인공(포인트 맨)의 동생이자, 알마 웨이드의 차남으로, 반란을 일으킨 것은 '어머니의 육체를 해방시키기 위해'에서 비롯되었다. 알마에 의해 주인공에게 쓰러질 때마다 계속 부활한다. 그 자신은 이번 폭주로 스스로 싸울 것은 없고, 전투 능력은 미지수. 또, 텔레파시 능력에도 직접적인 공격력은 없고, 어디까지나 레플리카 부대를 조종하는 일밖에 할 수 없는 것 같다.
알마 (Alma)
성우(일본어판) : 이치무라 오마(壱智村小真)
이번 사건의 열쇠를 잡은 수수께끼가 많은 소녀로 팩스톤 페텔을 폭주시켜 반란 사건을 일으키게 한다. 흑발의 스트레이트 롱 헤어에 검붉은 원피스, 맨발이라고 하는 기묘한 차림새로 종종 주인공의 눈앞에 환각으로서 나타난다. F.E.A.R. 시리즈의 상징적인 존재로 현재 F.E.A.R. 2 : 프로젝트 오리진에도 등장. 본명은 알마 웨이드(Alma Wade)로 할란 웨이드의 친딸이다.
선천적으로 특수한 능력을 가지고 태어난 그녀는 그 재능을 전망되어 ATC사가 극비리에 시작한 「오리진 계획」의 연구 대상, 및 연구 재료로서 사용되었다. 기분 나쁘게 조용해서 감수성이 강한 소녀였던 것 같지만 후의 실험으로 알지 않는 동안에 아기를 두 번 잉태되어 출산 후, 의식을 되찾았을 때에 다루어진 갓난아기를 돌려보내듯이 울부짖는 모습 등을 간파할 수 있는 것부터 단지 과묵함만으로 보통 수준의 감정은 갖고 있는 듯싶다. 향년 26세. 본편 중에서는 그녀의 모습을 본 사람으로 살아남은 인물은 거의 없지만 령체의 알마(소녀형)는 자신의 큰아들 포인트 맨에 대해서 살의가 없는 것처럼 보인다. 이것은 플레이어가 자신의 아들이라고 안 행동이며 반드시 적이라고는 할 수 없는 존재이다. 한편 자신의 차남인 팩스톤 페텔에 개방된 알마는 플레이어를 죽이려고 덤벼들어 오는 등(정확히는 낳자마자 아이를 다루어졌기 때문에 소녀형의 알마와 마찬가지로 큰아들 포인트 맨에 대한 적대감이 있는 것이 아니고 단지 아들의 품에 안기고 싶어한다) 소녀의 알마와 개방된 알마〈이쪽은 어른의 키에 전라, 골격을 알 수 있는 만큼 여윈 모습을 하고 있다〉은 벌써 이중인격화하고 있다고도 생각할 수 있는 상반되는 행동을 취한다. 그녀의 초능력은 아들들의 초능력과는 구별을 분명히 해, 인간을 한순간 뼈로 만들어 버리거나 악령과 같은 것을 불러오는 일을 가능하게 하고 있으며, 유령과 같은 존재이기 때문에 살해하는 것도 불가능하게 동일하다. F.E.A.R. 2 : 프로젝트 오리진에서는 처음에는 소녀형으로 등장하고 초반에는 마이클 베켓을 괴롭히지만 마지막에 그와의 관계를 통해 마이클 베켓의 아이(세 번째 프로토타입)를 갖게 된다.
가빈 모리슨(Gavin Morrison)
Perseus Mandate에 등장하는 나이트크로울러 특수부대의 인솔자.

## 적 캐릭터
팩스톤 페텔이 지휘하는 레플리카병과 ATC 외에 확장팩을 거치면서 등장한 새로운 적들을 소개한다.
레플리카 부대(Replica Forces)
성우(일본판) : ?
ATC사에 의해서 만들어진 복제인간 병사들로 말하자면 슈퍼 솔져. 평상시에는 페텔의 텔레파시가 아니면 행동할 수 없고, 보통 선 채로 숙여 꿈쩍도 하지 않는다. 또, 그들은 모두 복제인간들이지만 어느 인간을 베이스로 복제되었는지와 페텔의 폭주 이전에는 어떠한 생활을 하고 있었는지에 대해서는 작품 중에서 언급되어 있지 않다. 그들에게는 개성이나 부대 내에서의 계급 등은 볼 수 없지만 인간적인 희로애락은 존재하는 것 같다. 레플리카병에게는 이하와 같은 종류가 존재한다.
레플리카병(일반)
여러 가지 공격과 다양한 타입으로 출현하지만, 기본 행동은 동일. 플레이어와 같이 총기(피스톨 제외)를 조종해, 현상 루트로 제압이 곤란하다고 판단하면 다른 루트로부터 돌아 오거나 벽이나 자재를 방패로 하거나 폭탄을 던져 오는 등 지능적인 실력을 보여준다. 서로 커뮤니케이션을 채택하고 있으며 독특한 효과가 걸린 음성으로 회화를 하고 있다. 또한 그들의 회화는 어떻게 플레이어를 공격해 오는지를 아는 데 있어서 중요한 정보원이 되고 있다. 확장팩에서만 나오는 레플리카병도 1명 있다.
레플리카 장갑 전투병(Replica Heavy Armor/헤비 아머)
전신을 특수 제작된 철갑으로 감싼 레플리카병. 첫 작품 때도 무서운 파워를 보여주었고 Extraction Point에서도 방패를 든 강화형의 장갑 전투병의 등장과 함께 다양한 중화기로 주인공을 괴롭히는 난적. 하지만 철갑의 방어력과 높은 내구력 때문에 속도와 순발력은 느리다.
어쌔신(Assassin)
아마캠에서 만들어진 암살자. 다른 병사보다 몸집이 작고 매우 재빠르게, 높은 도약력과 주위에 용해하는 특수한 전신 무장으로 크게 어지럽히면서 근접 공격을 걸어 온다. 내구력도 높고 복수로 등장하기도 하며 광학 스텔스 시스템과 뛰어난 운동신경으로 주인공을 괴롭히지만 총기는 사용하지 않으며 위협적인 반사신경 앞에서는 무용지물. F.E.A.R. 2 : 프로젝트 오리진에서는 전기 공격도 한다.
REV 시리즈 (REV Series)
거대한 공룡과 같은 덩치와 힘을 자랑하는 로봇. 일반 보병이 조종한다. 첫 작품에는 휴머노이드 로봇 REV6이 등장하고 Extraction Point에서는 역발형 로봇 REV8 레비아탄(REV8 Leviathan)이 등장한다. 강력한 로켓 미사일을 발사해 공격하기 때문에 상대하기 힘든 보스급의 난적. F.E.A.R. 2 : 프로젝트 오리진에서는 공격 방식이 머신건으로 바뀌었고 REV8 레비아탄은 배제되었다.
엘리트 파워드 아머 (Elite Powered Armor)
F.E.A.R. 2 : 프로젝트 오리진에 등장. 약칭 EPA. REV와 마찬가지로 거대한 공룡과 같은 파워를 자랑하는(REV보다 더 크다) 레플리카 기동병기로 역시 일반 보병이 조종한다. 강력한 머신건과 미사일을 사용하며 상대하기도 버겁지만 이 기동병기를 플레이어가 조종할 수 있는 스테이지도 있기 때문에 나름 빛과 어둠의 기동병기라 할 수 있다.
ATC 경비원(ATC Security Guard)
성우(일본판) : ?
ATC 소속의 사람들. 경찰관과 같이 간소한 공격이지만, 레플리카병에게도 우수한 전투 능력을 가진다. 본래 ATC와 F.E.A.R. 팀은 협력 관계에 있어야 하지만, 어느 사정으로부터 플레이어에 대해서도 공격을 걸어 온다. 한편으로 레플리카병의 진압도 지시받고 있어 그들의 동지사이의 싸움을 노릴 수도 있다. Extraction Point에서는 등장하지 않다가 Perseus Mandate에서는 투구와 케블러 아머를 장비한 ATC 경비원도 등장한다.
ATC 블랙 옵스(ATC Black Ops)
F.E.A.R. 2 : 프로젝트 오리진에 등장하는 ATC 소속의 용병부대.
나이트크로울러 특수부대(Nightcrawlers Special Forces)
Perseus Mandate에 등장하는 특수부대. 레플리카병과는 달리 자신의 의사로 활동하고 있다. 레플리카병이나 ATC 경비원과도 다른 목적으로 활동하고 있어, 제4세력으로서 등장한다. 레플리카병과도 별다른 독특한 음성으로 회화해, 스스로의 의사가 명확하게 있기 때문에인지는 몰라도 레플리카병이나 ATC보다 입이 더럽고 험한 경향으로, 열세하게 서게 되면 동료끼리 세력 다툼을 시작해 버린다. 다른 세력이 가지지 않는 특수한 총기를 장비하고 있다.
나이트크로울러 어쌔신(Nightcrawlers Assassin)
Perseus Mandate에 등장하는 암살자. 아마캠의 어쌔신보다 높은 운동신경을 바탕으로 닌자와 같이 재빠르게 이동하며 총격도 회피한다. 아마캠의 어쌔신과 비교할 수 없는 높은 내구력과 이동 속도의 형편상, 매우 벅차고 강적이며 총기도 사용하지만 위협적인 반사신경 앞에서는 무용지물.
그 외(Other)
- 터렛(Turret, 포탑)

천정에 설치되어 침입자를 자동으로 공격하는 기관총. 평상시는 해치내에 모습을 숨기고 있다. 공격력이 높게 경시할 수 없지만, 전원을 떨어뜨리는 것으로 기능을 정지시키는 일도 가능. 또한 이 기관총을 플레이어가 원격 조종할 수 있는 스테이지도 있다.
- 드론(Drone, 무인기계)

주위 일대를 탐색하는 소형 무인기계. 적을 발견하면 레이저로 공격해 온다. 레플리카병의 일반병 이상의 내구력을 가지며 복수 동시에 출현하는 것이 많기 때문에 매우 귀찮은 적이다.
- 고스트(Ghost, 악령)

주로 게임 후반, 플레이어의 환각이나 현실 세계에 출현하는 돌연변이형 악령. 알마 웨이드에 의해서 소환되는 경우가 많으며, 이쪽으로 향해 전력투구 공격을 걸어 온다. 종류는 얼마 안 되고 등장 빈도는 적은 편.
- 어보미네이션(Abomination, 혐오)

F.E.A.R. 2 : 프로젝트 오리진에 등장하는 인간형의 돌연변이 몬스터.

## 무기
게임에 등장하는 무기들을 소개한다. 일부 무기는 현실에 존재하지 않는 오리지널이며, 확장팩에서 5가지 무기가 추가된다.

### 주요 무기
근접 공격 (Melee Attack)
무기를 장비하고 있지 않은 상태 혹은 무기를 장비한 상태에서 가능. 통상의 펀치 외, 회전 킥, 날아 차기, 슬라이딩 킥이 각각 발동한다. 또, 싱글 플레이나 멀티 플레이를 막론하고, 근접 공격은 대부분의 적을 일격으로 쓰러뜨리는 위력을 가진다. 덧붙여서, 맨손의 경우는 모든 무기 중에서 이동 속도는 최고 속도가 된다. 무기를 장비한 상태에서는 개머리판으로 내려치며 자물쇠를 부술 수 있다.
AT-14 피스톨 (AT-14 Pistol)
일반적인 권총. 연사력이 낮고 위력도 매우 약하지만 명중률이 좋다. 또, 이것을 장비하고 있을 때 하나 더 주우면 2정권총으로 할 수가 있다. 유일하게 레플리카병이 장비하고 있지 않는 무기이기 때문에, 맵에 떨어지고 있는 것을 주울 수밖에 탄약의 보급 방법이 없다. 이 무기에 의한 이동 속도의 감퇴는 지극히 낮다. 헤클러&코흐 USP가 모델. 후반에 갈수록 활용도가 낮아진다.
RPL 서브 머신건 (RPL Sub-Machinegun)
소형의 기관단총. 1발의 위력은 모든 총기 중에서 낮지만 높은 연사 능력을 가진다. 정찰병 타입의 레플리카병이 장비하고 있다. 가볍기 때문에 이동 속도의 감퇴는 낮다. 헤클러&코흐 MP5A3나 헤클러&코흐 MP5A5가 모델로 제트 사이트와 손전등이 장착되어 있지만, 아쉽게도 단순한 장식일 뿐 사용할 수는 없다.
G2A2 어썰트 라이플 (G2A2 Assault Rifle)
위력이 높고 연사 가능의 돌격소총. 탄약도 자주 얻을 수 있고 고루고루 쓰기도 좋다. 상당수의 레플리카병이 사용하는 기본 장비. 종합적으로 높은 성능이지만, 이동 속도의 감퇴가 조금 높다. 헤클러&코흐 G36을 민간용으로 개조한 SL-8이 모델로 실제로는 10발 탄창을 사용하지만 기괴하게도 게임에서는 45발짜리 드럼 탄창을 사용한다.
VK-12 컴뱃 산탄총 (VK-12 Combat Shotgun)
일반적인 산탄총의 이미지를 그대로 재현한 것. 원거리로의 위력은 낮아지지만, 접근전에서의 파괴력은 머리를 날려 버리는 만큼 강하며, 이동 속도의 감퇴도 지극히 낮고 재빠르게 접근하는 것을 가능하게 하고 있다. 회전식 스톡 사양에 접철식 개머리판이 부착된 SPAS-12가 모델.
ASP 소총 (ASP Rifle)
실제로는 연사할 수 있지만, 게임에서는 저격용으로 개량되어서인지, 원 트리거로 3회 연속 발사하는 불펍 소총. 원거리용의 무기이지만 전술대로 마음대로 연사할 뿐만 아니라 1발 발사될 때마다 총구가 흔들리기 때문에 외관만큼 명중 정도는 좋지 않다. 또, 이 총을 장비하고 있는 동안은 이동 속도가 극단적으로 늦어진다. TAR-21이 모델. 머리를 정확히 조준하면 일정 확률로 머리를 날려버리는 헤드샷이 가능하다.
10mm HV 관통화기 (10mm HV Penetrator)
굵기 10밀리 정도의 날카롭고 뾰족한 바늘을 연속 사출하는 특수한 총. 통상은 불규칙하지만 반동이 없고 정확하게 노리는 것으로 높은 명중 정도를 가지는 무기가 된다. 다용하는 무기의 하나. 약간 무겁기 때문에 장비 중은 이동 속도가 비교적 늦어진다. 갑옷을 관통하므로 방어력이 높은 장갑 전투병을 상대하기에 알맞다.
MP-50 연발기관포 (MP-50 Repeating Cannon)
즉착탄식의 폭탄을 발사하는 곡사포. 위력은 높지만 자신이 말려 들어갈 위험성이 있고 입수 탄약은 적다. 주로 장갑 전투병이 장비하고 있다. 무게가 무겁기 때문에 이 무기를 장비하고 있는 동안은 걷는 스피드가 심각하게 떨어진다.
MOD-3 멀티 로켓 발사기 (MOD-3 Multi-Rocket Launcher)
1회로 3발 연속 발사하는 로켓 발사기. 탄속은 늦지만 높은 파괴력과 광범위에의 폭풍 효과를 가진다. 레플리카 장갑 전투병이나 REV 시리즈의 로봇이 사용한다. 매우 무겁기 때문에 걷는 스피드가 극단적으로 떨어진다.
Type-7 미립자화기 (Type-7 Particle Weapon)
SF영화에 등장하는 플라스마 포. 즉착탄을 사용하며 거의 즉사의 높은 위력을 가지는 특성이 강하다. 게임 후반에 통상의 레플리카병이나 장갑 전투병이 사용해 온다. 위력이 높은 편이지만 걷는 스피드도 크게 떨어진다.
Type-12 레이저 카빈 (Type-12 Laser Carbine)
이쪽도 SF영화에 등장하는 에너지 무기. 발사 중은 흔들리는 일 없이 레이저가 직선으로 날아, 계속한 데미지를 준다. 또, 벽등을 공격하면 자국이 남는다. 연비가 나쁘고 연사하고 있으면 순식간에 에너지 조각이 된다. 탄약 입수의 기회도 적고 사용 빈도는 한정된다. Extraction Point에서 추가되었다.
TG-2A 미니건 (TG-2A Minigun)
대 헬기 무기인 소형의 중기관총. 높은 파괴력의 탄약을 고속으로 난사한다. 게임중 궁극의 파괴력을 가지지만, 출현수가 극단적으로 한정되어 있어 사용 빈도는 한정된다. 무겁기 때문에 이 무기를 장비하고 있는 동안은 걷는 스피드가 꽤 많이 떨어진다. Extraction Point에서 추가되었고 레플리카 장갑 전투병도 사용한다.
VES 개량형 소총 (VES Advanced Rifle)
암시 스코프를 설치한 고성능 소총. G2A2 어썰트 라이플의 연속 사격 성능과 ASP 라이플의 상위 호환 스코프, HV 관통화기와 같은 수준의 명중률을 혼합해 매우 높은 수준의 성능을 가진다. 이동 속도의 감퇴는 그다지 신경이 쓰이지 않는 정도로 나이트크로울러 부대가 사용하는 무기. 헤클러&코흐 G36K나 헤클러&코흐 G36C가 모델로 Perseus Mandate에서 추가되었다.
K3BT 유탄발사기 (K3BT Grenade Launcher)
포물선을 그리면서 나는 총류탄을 발사한다. 이른바 폭발 탄두계의 무기이지만, 연발기관포나 로켓 발사기와는 또다른 취향의 성능을 가진다. 하지만 무겁기 때문에 이 무기를 장비하고 있는 동안은 걷는 스피드가 떨어진다. Perseus Mandate에서 추가되었고 레플리카 장갑 전투병도 사용한다.
LP4 전호 점화 화기(LP4 Lightning Arc Weapon)
전기의 덩어리를 발사하는 에너지 무기. 미립자화기나 레이저 카빈과는 달리, 번개와 같이 가장 가까이의 대상을 향해 날아 가는 특성이 있다. Perseus Mandate에서 추가되었다.

### 투척 계열
N6A-3 파편 수류탄 (N6A-3 Frag Grenade)
기본적인 수류탄. 투척 후 당분간 하지 않으면 폭발하지 않는 이상, 상당히 굴러다니며 벽에 부딪혀 크게 튀어오른다. 사실 폭발 범위도 상상보다 좁기 때문에 취급이 어렵다. 다만 적이나 자기 자신에게 직접 명중시키면 즉시 폭발하는 성질을 가진다. 덧붙여 폭탄은 짓고 있는 동안만 장비중의 총기의 영향을 받지 않고 이동 속도가 높아지는 성질이 있다.
AT-S 움직임 탐지 지뢰 (AT-S Proximity Mine)
지뢰. 설치 후 기동해, 적이 범위에 접근하면 폭발한다. 파편 수류탄과 달리 던지기 거리가 극단적으로 짧지만, 투척 후는 대부분 눕지 않기 때문에 노린 위치에 둘 수 있다. 적에게만 반응하기 때문에 본래는 함정으로서 사용하는 것이지만, 수류탄으로서의 효과도 높다. 수정 패치에 의해서 설치한 후도 폭발 전이라면 다시 회수할 수 있게 되었다.
M-77 원격 폭탄 (M-77 Remote Bomb)
리모콘식의 폭탄. 투척 후는 무언가에 들러붙어 총격이나 리모콘으로 폭발시킬 수가 있다. 날고 있는 동안 공중에서 스위치를 누르면 그 자리에서 폭파시키는 일도 가능하기 때문에, 응용하기 나름으로 트랩으로서 만이 아니고 강력한 원격 무기라고 해도 이용 가능.
AP-5 설치형 포탑 (AP-5 Establishment Type Turret)
설치 후에 기동해 접근해 온 적에 대해서 자동으로 총기로 응전하는 포탑. 지면 만이 아니라 벽이나 천정 등 어디에서든 붙일 수가 있다. 설치 후에 회수는 불가능하지만, 적에게만 반응하기 때문에 웬만하면 파괴 가능. Extraction Point에서 추가되었다.

## 같이 보기
- F.E.A.R. : 익스트렉션 포인트
- F.E.A.R. : 페르세우스 맨데이트
- F.E.A.R. : 컴뱃
- F.E.A.R. 2 : 프로젝트 오리진
- F.3.A.R.
- 콜드 컨플릭트